# Маскорро, Таня
Таня Гваделупе Маскорро Осуна (исп. Tania Guadalupe Mascorro Osuna; род. 24 ноября 1988, Ангостура, Синалоа) — мексиканская тяжелоатлетка, выступающая в весовой категории свыше 87 килограммов.

## Биография
Таня Гваделупе Маскорро Осуна родилась 24 ноября 1988 года.

## Карьера
На чемпионате мира 2009 года Таня Маскорро заняла четырнадцатое место в весовой категории свыше 75 килограммов. Она подняла 98 и 125 килограммов в двух упражнениях.
В 2010 году на Панамериканском чемпионате стала пятой, подняв 100 и 120 килограммов в рывке и толчке, соответственно. В том же году она участвовала на чемпионате мира, но сумела поднять лишь 85 килограммов в рывке, а в толчке не зафиксировала ни одного веса.
На Панамериканских играх 2011 года выступала в весовой категории свыше 75 килограммов и завоевала бронзовую медаль, подняв в сумме 244 килограмма (109 + 135). В том же году на чемпионате мира стала пятнадцатой, показав результат на 7 килограммов хуже прошлого старта.
На Летней Универсиаде в Казани стала шестой в весовой категории свыше 75 кг с результатом 242 кг. На чемпионате мира 2013 года подняла на два килограмма больше и стала восьмой.
На Панамериканском чемпионате 2014 года стала второй с результатом 248 кг. На чемпионате мира подняла 114 и 132 килограмма в рывке и толчке, соответственно, в итоге став двенадцатой.
На Панамериканских Играх 2015 года стала четвёртой, подняв в сумме двух упражнений 256 килограммов (116 + 140). А том же году стала семнадцатой на чемпионате мира, ещё на три килограмма улучшив свой результат.
В 2016 году выиграла два титула — на мировом университетском чемпионате и на Панамериканском чемпионате. При этом на каждом старте она улучшала свой личный рекорд.
На Панамериканском чемпионате подняла 260 килограммов, что позволило стать ей третьей в новой весовой категории свыше 90 килограммов. В том же году она выиграла чемпионат Центральной Америки и Карибского бассейна с суммой 263 кг (117 + 146). На чемпионате мира в Анахайме она стала пятой в сумме, но завоевала бронзу в рывке с результатом 119 кг. В толчке она подняла 142 кг.
На Панамериканском чемпионате 2018 года стала третьей в весовой категории до 90 килограммов с результатом 266 кг, а в том же году на чемпионате мира в Ашхабаде, где были введены новые категории, подняла тот же вес и стала девятой. 